# Uitikon
Uitikon är en ort och kommun i distriktet Dietikon i kantonen Zürich, Schweiz. Kommunen har 5 510 invånare (2023).
Kommunen består av de sammanvuxna ortsdelarna Uitikon, Waldegg och Ringlikon.